# Motala manskör
Motala manskör var en manskör i Motala som bildades 1934.

## Historik
Motala manskör var en manskör som bildades 13 februari 1934 av några medlemmar i IOGTs godtemplarloge i Motala. Kören bestod från början av 10 medlemmar och dirigent var folkskolläraren O. Wahlstedt. Från början var det tänkt att medlemmarna i kören skulle vara med i logen, med det ändrades i augusti samma år. 1935 gick man med i Svenska Sångarförbundet och samma år hade man sitt första framträdande med en Bellmanafton. 1936 var 16 av körmedlemmar med på Sångarfesten i Göteborg. I april månad 1937 hade man en konsert i Motala Folkets hus. Manskörens 10-årsjubilem firades den 18 april 1943 i Motala kyrka. Hösten 1944 slutade Wahlstedt som dirigent och musikdirektör Gunnar Sjöstrand blev ny dirigent. I slutet av 1944 bestod kören av 34 sångare.